# Fußballschiedsrichter

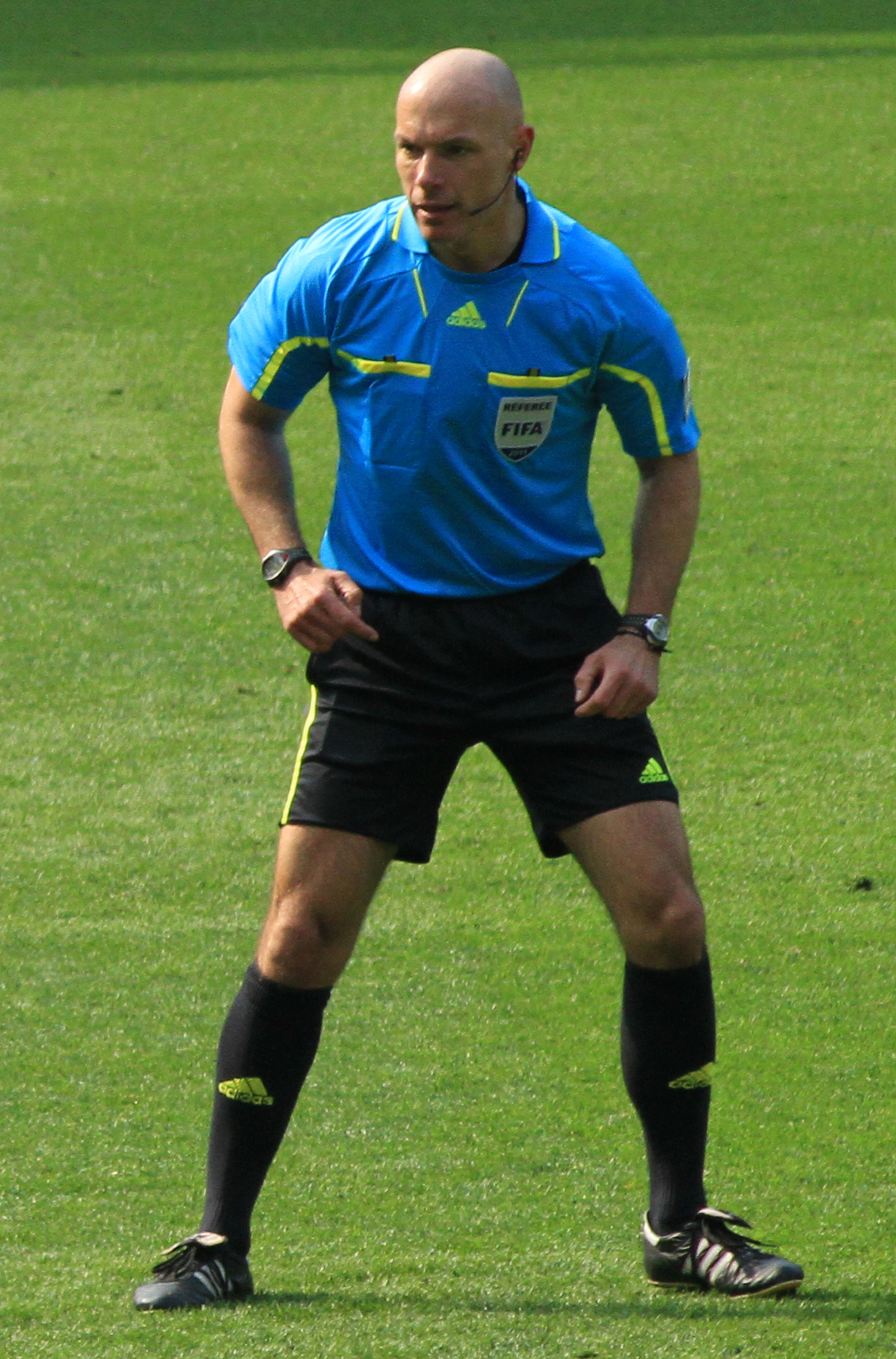
Fußballschiedsrichter Howard Webb

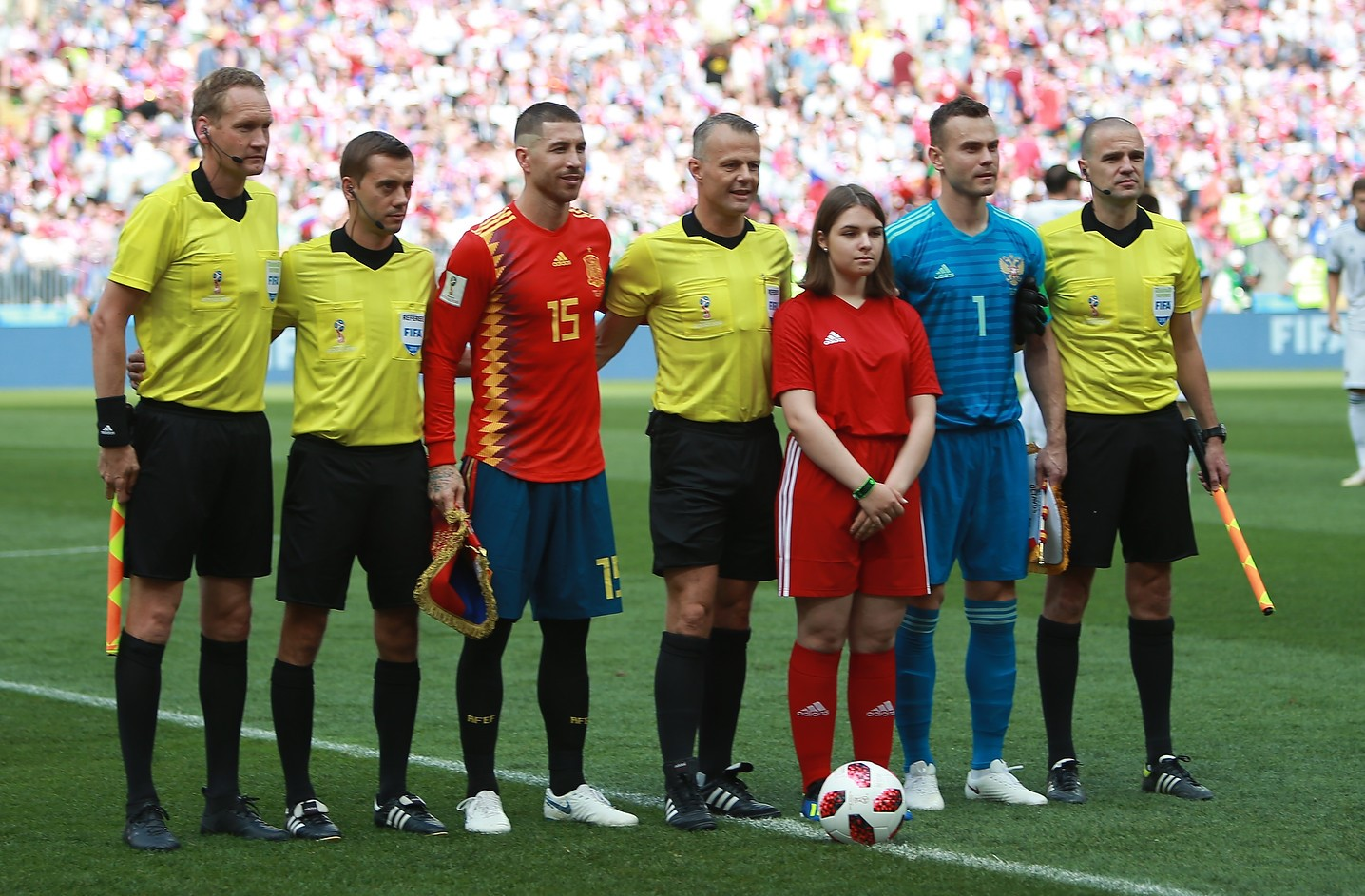
Fußballschiedsrichter Björn Kuipers (Mitte) mit Clément Turpin und seinen Assistenten Erwin Zeinstra und Sander van Roekel

Ein Fußballschiedsrichter leitet ein Fußballspiel und kontrolliert die Einhaltung der Fußballregeln. Dabei kann er von bis zu sieben weiteren Spieloffiziellen unterstützt werden.

## Aufgaben und Funktionen der Spieloffiziellen

### Schiedsrichter

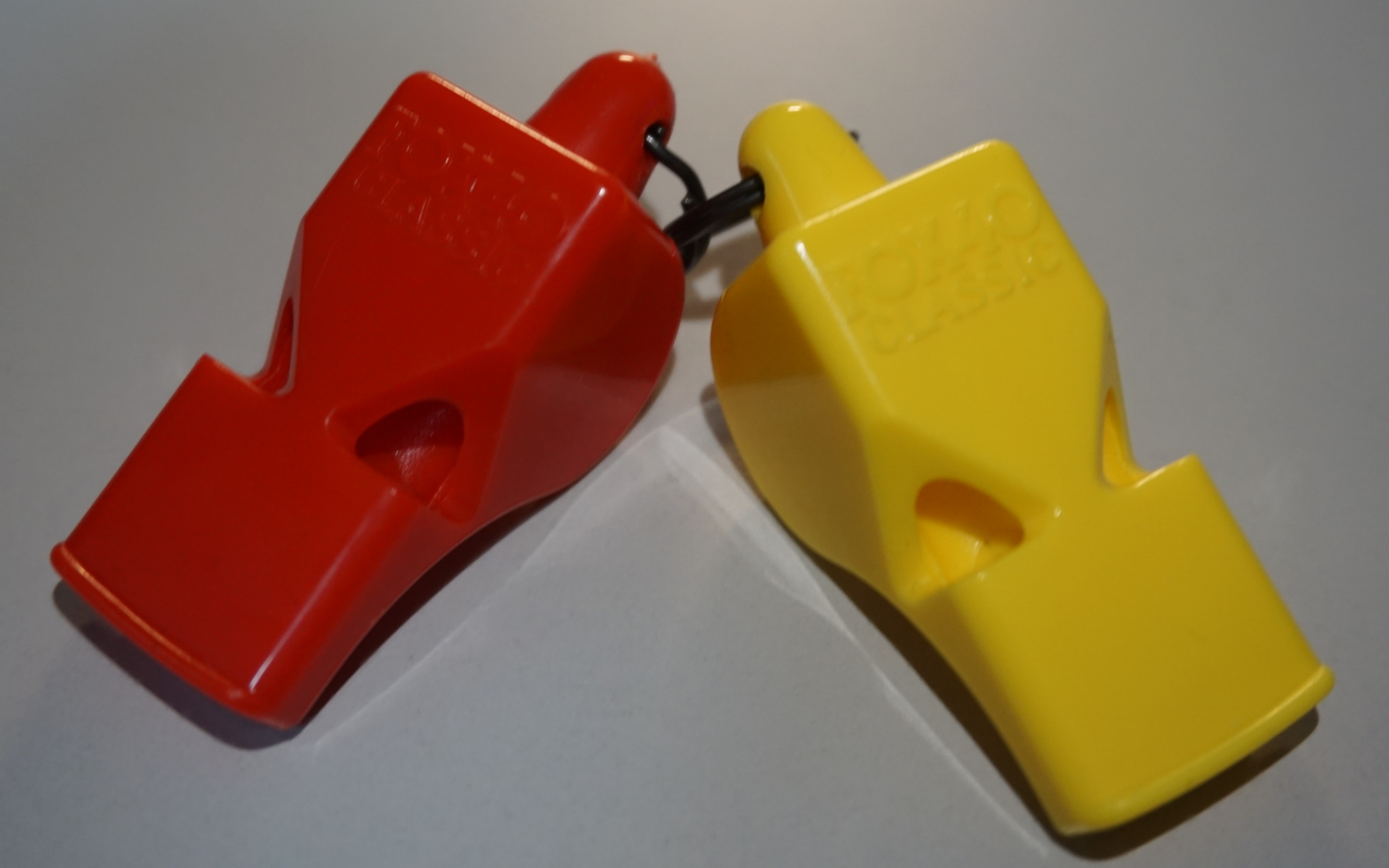
Der wichtigste Ausrüstungsgegenstand eines Schiedsrichters: die Pfeife

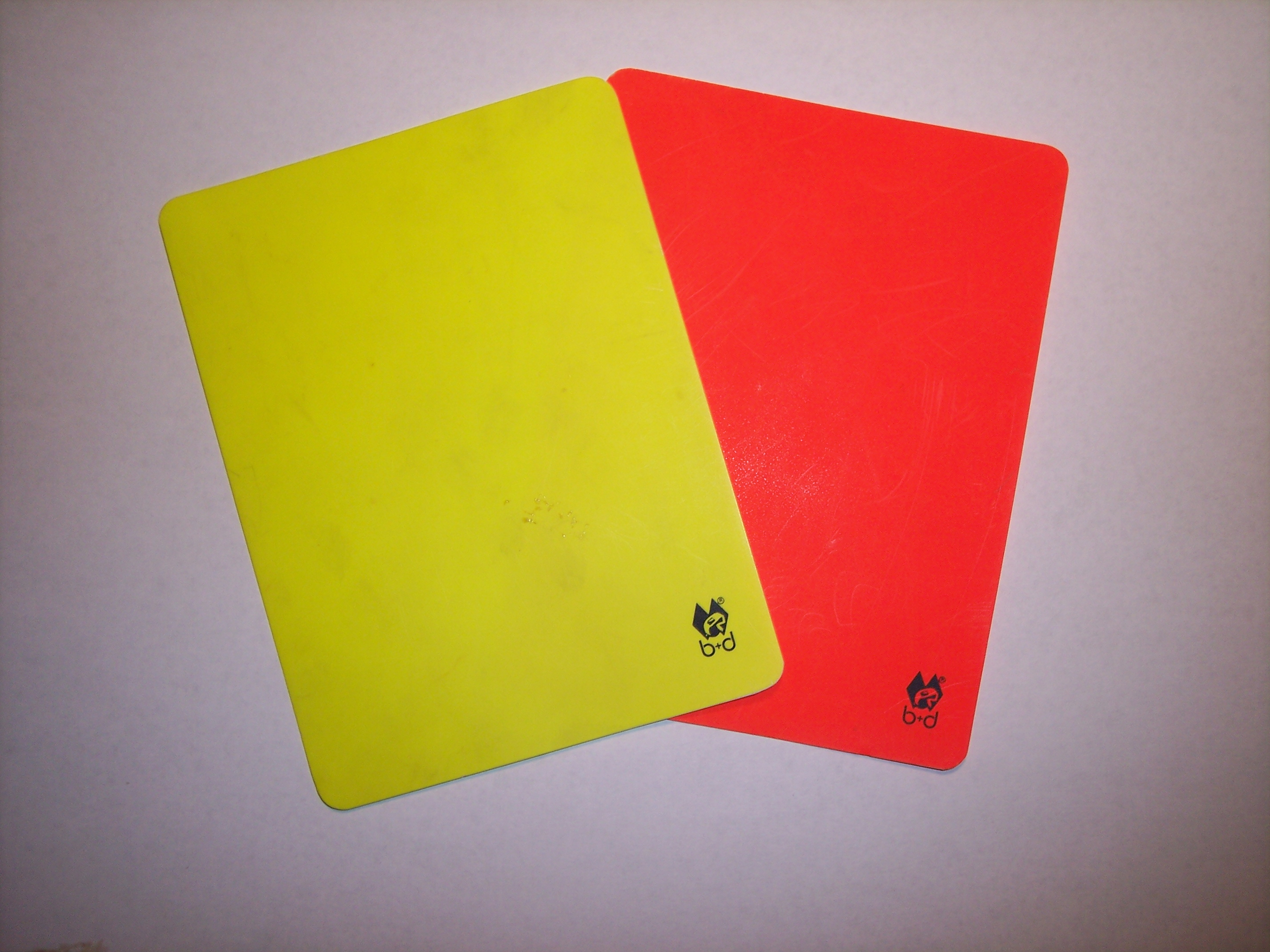
Gehören ebenfalls zur Grundausstattung – die Gelbe und die Rote Karte

Der Schiedsrichter leitet das Fußballspiel und verschafft den Fußballregeln Geltung. Hierfür kann der Schiedsrichter Spiel- und Disziplinarstrafen verhängen.
Die Disziplinarstrafen können sich gegen Spieler, Einwechselspieler, ausgewechselte Spieler oder Teamoffizielle richten. Die unmittelbare Disziplinargewalt des Schiedsrichters beginnt mit Betreten des Spielfeldes zur sogenannten Platzbegehung und endet mit dem Verlassen des Platzes nach Spielende. Zudem hat der Schiedsrichter die Verpflichtung, Regelverstöße und andere unsportliche Verhaltensweisen im Zusammenhang mit dem Spiel zu melden, die außerhalb dieses Zeitraums begangen werden. Disziplinarstrafen (veraltet: persönliche Strafen) sind die Verwarnung (angezeigt durch die Gelbe Karte), der Feldverweis wegen eines verwarnungswürdigen Verhaltens bzw. Vergehens nach einer bereits erfolgten Verwarnung (die Gelb-Rote Karte) sowie der Feldverweis auf Dauer (die Rote Karte). Fehlverhalten von Teamoffiziellen (z. B. Eingriffe in das Spiel, unangemessener Protest gegen Entscheidungen des Schiedsrichters, wiederholtes Verlassen der Coachingzone) wird seit der Saison 2019/2020 ebenfalls durch das Zeigen von Karten sanktioniert. Abhängig vom Vergehen gibt es die Gelbe oder die Rote Karte, auch die Gelb-Rote Karte bei wiederholten Verstößen ist möglich. Teamoffizielle sind dabei alle Personen, die neben den Spielern auf dem Spielbericht eingetragen sind. Sollte nicht feststellbar sein, welcher Offizielle einen Verstoß begangen hat, wird die fällige Karte gegen den „ranghöchsten“ Teamoffiziellen (in der Regel der Trainer) verhängt.
Bei den Spielstrafen wird zwischen dem direkten und dem indirekten Freistoß und dem Strafstoß (umgangssprachlich als Elfmeter bezeichnet) unterschieden, die abhängig von Art und Ort des Vergehens sowie gegebenenfalls der Zielperson des Regelverstoßes (Mitspieler, Gegenspieler, Teamoffizielle, Spieloffizielle) zu verhängen sind.
Neben der Spielleitung hat der Schiedsrichter noch eine Reihe weiterer Aufgaben (z. B. Kontrolle der vorgeschriebenen Ausrüstung der Spieler, des Platzaufbaus, Spielbericht), die in den Fußballregeln sowie den jeweiligen Spielordnungen der Fußballverbände festgelegt sind.
In der Kleidung ist den Schiedsrichtern traditionell die Farbe Schwarz vorbehalten. Es dürfen aber auch andere Farben getragen werden, wenn die Unterscheidung zu den Trikots der Spieler gewährleistet ist. Dies wurde in Deutschland das erste Mal am 12. Juni 1993 von Markus Merk beim DFB-Pokalfinale praktiziert, als er grün statt schwarz trug. Der DFB hatte die Regel nach Anordnung der FIFA gelockert. Mittlerweile sind die Trikots der Schiedsrichter in der Bundesliga sowie auf internationaler Ebene in den Farben schwarz, rot, gelb, hellblau und grün.

### Schiedsrichterassistenten
Viele Spiele, insbesondere in den höheren Spielklassen, werden durch ein Team von Spieloffiziellen geleitet. Dabei wird der Schiedsrichter von zwei Schiedsrichterassistenten unterstützt, die ihm bei der Spielleitung helfen, indem sie mit der Fahne anzeigen, wenn Vergehen (Fouls) im Rücken des Schiedsrichters vorliegen oder der Schiedsrichter ein Vergehen z. B. wegen einer ungünstigeren Positionierung zum Geschehen nicht erkennen konnte, Spieler in Abseitsstellungen stehen, der Ball das Feld verlassen (Abstoß/Eckstoß, Einwurf) oder die Torlinie überschritten (Tor) hat. Eine weitere wichtige Aufgabe der Assistenten ist die Organisation von Spielerwechseln, sofern es keinen Vierten Offiziellen gibt.
Ab welcher Spielklasse Schiedsrichterassistenten eingesetzt werden, bestimmt der jeweilige Verband. In Deutschland ist das der jeweilige Kreis-, Bezirks- oder Landesverband, in der Regel orientiert an der Anzahl vorhandener qualifizierter Schiedsrichter. Teilweise werden schon Spiele der Kreisliga mit Teams besetzt, andernorts erst ab der Landesliga. Gerade in den unteren Spielklassen werden häufig Jungschiedsrichter (unter 18, in einigen Verbänden auch unter 16 Jahren) als Schiedsrichterassistenten eingesetzt, damit sie Erfahrungen für spätere eigene Spielleitungen sammeln können. In der Schweiz hat bei den Männern in der 3. bis zur 5. Liga, bei den Frauen ab der NLB sowie bei den Junioren, Veteranen und Senioren, jeder Verein einen Linienrichter zu stellen. Alternativ kann der gastgebende Verein zwei Linienrichter zur Verfügung stellen. Unter Umständen kann der Schiedsrichter, sofern es ihm möglich ist, das Spiel auch alleine leiten. In den darüberliegenden Ligen, im U-19- und U-18-Spitzenfussball sowie ab der 1. Cup-Hauptrunde bestellt die zuständige Aufgebotsstelle die Schiedsrichter-Assistenten.
Da vom Mittelpunkt aus gesehen die Schiedsrichterassistenten vor allem die Bereiche rechts vorn und links hinten überblicken, folgt der typische Laufweg des Schiedsrichters (wenn er nicht gerade vor Ort eingreifen muss) typischerweise versetzt dazu, nämlich in einem Bogen vom Mittelpunkt nach links vorn und dann in Strafraumnähe wieder näher zu diesem, entsprechend spiegelbildlich in der anderen Hälfte.

### Video-Assistent

Das Symbol des VAR

Seit der Saison 2017/18 wird in der Bundesliga der Video-Assistent (englisch Video Assistant Referee, VAR) eingesetzt. Dieser soll dem Schiedsrichter helfen, bei strittigen Szenen die richtige Entscheidung zu treffen und kann außerdem bei klaren Fehlentscheidungen eingreifen und dem Schiedsrichter auf dem Platz einen Hinweis geben. Die Video-Assistenten sitzen im sogenannten „Kölner Keller“, dem Video Assist Center (VAC) der Deutschen Fußball Liga in Köln-Deutz, wo sie auf bis zu 21 Kamerapositionen pro Spiel zurückgreifen können. Der Video-Assistent darf bei folgenden Situationen eingreifen: Strafstoß, Torerzielung, Feldverweis und Spielerverwechslung.
Zu seiner Unterstützung kann ein Assistent (AVAR) benannt werden.

### Vierter Offizieller
Im Profifußball gibt es zudem den Vierten Offiziellen, der dem ersten Schiedsrichterassistenten Aufgaben abnimmt, Auswechslungen kontrolliert, die vom Schiedsrichter festgelegte Nachspielzeit anzeigt oder auch das Umfeld überwacht (Verhalten der Fußballtrainer, der Auswechselspieler und der Offiziellen und Platzordner). Bei besonderen Veranstaltungen wie beispielsweise der Europameisterschaft kommt auch ein Fünfter Offizieller zum Einsatz, der regelmäßig den Vierten Offiziellen unterstützt. Hintergrund dieser Erweiterung ist auch, dass der Vierte und Fünfte Offizielle zugleich als Schiedsrichter bzw. Schiedsrichterassistent ausgebildet sind, sodass beim Ausfall des Schiedsrichters oder eines Assistenten sofort Ersatz verfügbar ist.

### Weitere Schiedsrichter-Assistenten
In der Gruppenphase der Europa League wurden in der Saison 2009/10 Additional Assistant Referees („Zusätzlicher Schiedsrichterassistent“, auch „Torrichter“ genannt) eingeführt. Seit der Spielzeit 2010/11 wurden sie auch in der UEFA Champions League eingesetzt, bei Europameisterschaften seit 2012. Torschiedsrichter stehen hinter der Torlinie auf der Seite des jeweiligen Schiedsrichterassistenten, dürfen aber auch das Spielfeld betreten. Ihre Hauptaufgabe besteht darin, zu entscheiden, ob ein Ball die Torlinie überquert hat. Torrichter dürfen aber auch dem Schiedsrichter bei strittigen Fouls oder bei Tätlichkeiten im Strafraum zur Seite stehen. Der Einsatz von Torrichtern wurde als Alternative zum Einsatz von technischen Hilfsmitteln kontrovers diskutiert, jedoch auch nach der Einführung des Video-Assistenten beibehalten.
Seit 2016 sieht das Regelwerk der IFAB die Rolle eines Ersatz-Schiedsrichterassistenten (Fünfter Offizieller) vor, dessen Aufgabe sich darauf beschränkt, einen Schiedsrichterassistenten oder den vierten Offiziellen bei Unpässlichkeit zu ersetzen.

## Geschichte

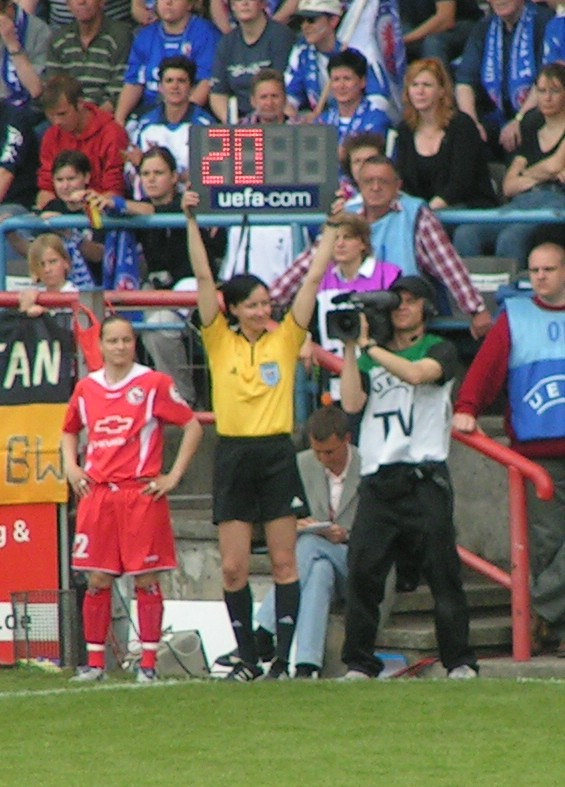
Vierte Offizielle Inka Müller-Schmäh im UEFA-Women’s-Cup-Finale 2005 bei einer Auswechslung

Für alle am Fußballspiel Beteiligten ist es heute eine Selbstverständlichkeit, dass die Spiele von geprüften neutralen Fußballschiedsrichtern geleitet werden. Als man Mitte des 19. Jahrhunderts anfing Fußball zu spielen, war das allerdings noch nicht so. In den Anfangsjahren leiteten die Mannschaftsführer beider am Spiel beteiligten Mannschaften das Spiel. Das ging so vor sich, dass der Mannschaftsführer der Mannschaft, deren Spieler gegen die Regel verstieß, das Spiel unterbrach und den Ball für den Stoß durch den Gegner freigab. Erst 1873, nachdem bereits zehn Jahre Fußball gespielt wurde und zehn Jahre nach den ersten Fußballregeln, ist der Begriff des Schiedsrichters in die Regeln aufgenommen worden. Als dabei der Schiedsrichter und zwei Unterschiedsrichter (Umpires) in den Regeln eingeführt wurden, hatte der Schiedsrichter lediglich die Funktion einer Berufungsinstanz. Er saß als Funktionär am Spielfeldrand. Verstieß ein Spieler gegen die Regeln, wurden die Umpires von den Mannschaftsführern angerufen. Nur wenn diese sich nicht einigen konnten, musste der Schiedsrichter entscheiden. Es konnten von da ab nicht mehr die Mannschaftsführer entscheiden; diese Befugnis ging auf die Umpires über. Diese wiederum durften nicht in den Mannschaften spielen. Es stand den Mannschaften aber immer noch frei, sich auf einen Schiedsrichter zu einigen, der gewissermaßen Schlichter gegenüber umstrittenen Entscheidungen der Umpires war. Der Schiedsrichter erhielt die Bezeichnung Referee, die international immer noch gilt. Als dann 1880 der Schiedsrichter in das Regelwerk aufgenommen wurde, trug diese Regel die Nr. 15 und lautete: Im Einvernehmen der an den Spielen beteiligten Mannschaften kann ein Schiedsrichter bestellt werden, dessen Pflicht es sein soll, in allen Streitfällen der Umpires zu entscheiden. Er soll sich über den Verlauf des Spieles Aufzeichnungen machen und auch die Zeit nehmen. Bei ungebührlichem Betragen eines Spielers soll er den oder die schuldigen Spieler in Gegenwart der Umpires verwarnen beziehungsweise bei grob unsportlichem Betragen vom Spiel ausschließen. Der oder die Namen der schuldigen Spieler sind der zuständigen Behörde zu melden, die allein das Recht hat, eine Entscheidung entgegenzunehmen. Der Schiedsrichter war immer noch nicht der alleinige Leiter des Spiels, aber schon die entscheidende Stelle bei Unstimmigkeiten. Den Begriff „neutral“ kannte die Regel nicht. Jeder Schiedsrichter, auf den sich die Mannschaften einigten, war in seinen Entscheidungen unangreifbar.
1889 wurden die Bestimmungen über die Leitung von Spielen neu gefasst und die Rechte der Umpires und der Schiedsrichter genau umrissen. Die Bestimmungen lauteten: Zwei Umpires sind zu bestellen, deren Aufgabe es ist, alle Streitpunkte zu entscheiden, wenn sie dazu aufgerufen werden. Ein Schiedsrichter ist zu bestellen, der alle Streitfälle zwischen den Umpires regelt. Es ist Pflicht des Schiedsrichters, in allen Fällen zu entscheiden, in denen die Umpires nicht übereinstimmen oder wenn ein Umpire keine Entscheidung trifft. Obwohl man dazu nicht verpflichtet war, einigte man sich damals bei entscheidenden Spielen schon auf einen neutralen Schiedsrichter. Die Pflicht, für die Leitung eines Spieles einen Schiedsrichter zu bestimmen, bestand seit 1882, weil sich die Unstimmigkeiten häuften. Den Schiedsrichter als alleinigen Leiter eines Spieles gibt es seit 1890.
1891 wurden die Umpires abgeschafft und an ihre Stelle traten die Linienrichter. Die Stellung des Schiedsrichters wurde dadurch aufgewertet. Für die Linienrichter wurde eine eigene Regel geschaffen. Der Schiedsrichter wurde der alleinige Leiter des Spiels und die Linienrichter wurden ihm unterstellt. Anhand dieser Ausführungen kann man erkennen, welcher Wandlung die Stellung des Spielführers einer Mannschaft, der Linienrichter und des Schiedsrichters unterworfen war.
Im Jahr 2006 gab es gemäß einer Umfrage der FIFA weltweit rund 840.000 Schiedsrichter.

## Schiedsrichter-Kategorien der UEFA

### Herren
Die UEFA teilt die international tätigen Schiedsrichter in drei Kategorien ein: Die Elite-Kategorie, die First-Kategorie und die Second-Kategorie. In der höchsten Kategorie, der Elite-Kategorie, befinden sich derzeit rund 30 Schiedsrichter:
Unterhalb der Elite-Kategorie befinden sich rund 55 Schiedsrichter in der First-Kategorie sowie rund 200 Schiedsrichter in der Second-Kategorie.

### Frauen
Bei den Frauen sind etwa 20 bis 25 Schiedsrichterinnen in der Elite-Kategorie der UEFA:
Unterhalb der Elite-Kategorie befinden sich rund 50 Schiedsrichterinnen in der First-Kategorie sowie rund 70 Schiedsrichterinnen in der Second-Kategorie.
In der dritthöchsten Kategorie sind rund 75 Second-Category-Schiedsrichterinnen:

## FIFA-Schiedsrichter
Auf der von der FIFA jährlich veröffentlichten Liste der FIFA-Schiedsrichter stehen alle international tätigen Fußballschiedsrichter, Schiedsrichterassistenten, Videoschiedsrichter sowie Futsal- und Beachsoccer-Schiedsrichter.

## Einsatzgebiete

### Allgemein
Theoretisch kann ein geprüfter Schiedsrichter zur Leitung jedes Fußballspiels eingesetzt werden. Nach dem Anwärterlehrgang wird der Einsatz jedoch meist zuerst bei Jugendspielen erfolgen. Bei entsprechenden Leistungen, die durch Schiedsrichterbeobachter festgestellt und bewertet werden, kann ein Einsatz in höheren Ligen und Altersklassen erfolgen (sogenannter Aufstieg). Für Aufstiege werden oftmals weitere Prüfungen sowohl theoretischer Natur als auch sportlicher Art verlangt. Zudem geht einem Aufstieg in höhere Klassen oft ein Einsatz als Schiedsrichterassistent (ehemals Linienrichter) voraus.

### Profifußball und internationale Ebene

Brustemblem, das FIFA-Schiedsrichter auch bei nationalen Spielen tragen

Wer zu den Besten gehört, kann in Profiligen aufsteigen. Dazu sind in der Regel mehrere Jahre zu veranschlagen. Die meisten Schiedsrichter im Profifußball und FIFA-Schiedsrichter üben noch einen geregelten Beruf aus. Im Gegensatz zu Fußballspielern, die quasi ohne Altersbeschränkung an nationalen oder internationalen Begegnungen teilnehmen können, gibt es bei Schiedsrichtern teilweise feste Altersgrenzen, nach deren Überschreiten sie keine Spiele im Profifußball (von Nationalverband zu Nationalverband verschieden) mehr leiten dürfen. Nachdem das Höchstalter für FIFA-Schiedsrichter früher bei 50 Jahren gelegen war, wurde dieses in der Folge sukzessive zuerst auf 48, dann 47 Jahre und 1992 auf 45 Jahre herabgesetzt. Seit 2016 gibt es für FIFA-Schiedsrichter keine Altersbegrenzung mehr.
FIFA-Schiedsrichter- sowie Assistenten-Abzeichen dürfen nur von den Berechtigten auf der FIFA-Liste im Jahr der Gültigkeit bei allen Spielen getragen werden.
Aufgrund des hohen Zeitaufwandes sind viele Schiedsrichter in den höheren Ligen oft in selbständigen Berufen wie Arzt, Anwalt oder Kaufmann tätig, die eine eigene Einteilung der Arbeitszeit ermöglichen.

## Schiedsrichter in Deutschland

### Allgemein

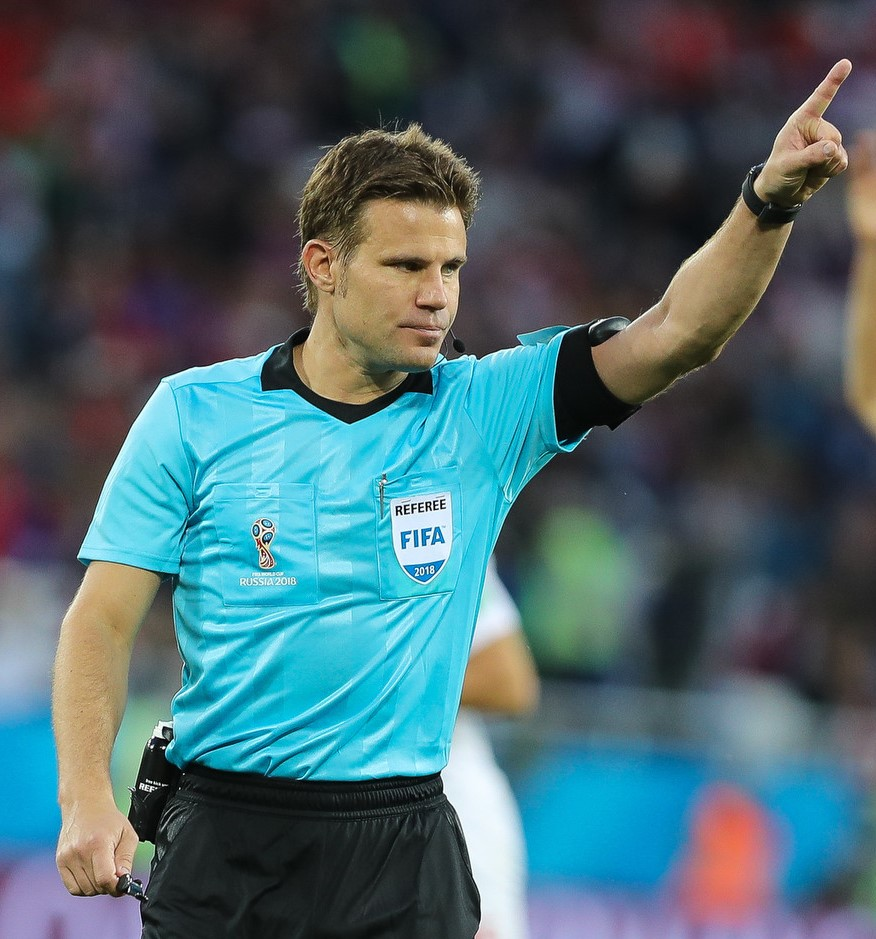
Schiedsrichter Felix Brych

In Deutschland gibt es rund 44.821 Schiedsrichter (Stand: Saison 2020/21). In der Saison 2019/20 waren es noch 52.276, in der Saison 2013/14 72.300, und 2009/10 78.500. Bei etwa 100.000 Spielen pro Wochenende in Deutschland reicht diese Zahl nicht aus, weshalb viele Schiedsrichter mehrere Spiele pro Woche leiten oder z. B. die untersten Klassen von Jugend- oder nicht aufstiegsberechtigten Seniorenmannschaften nicht mit offiziellen Schiedsrichtern angesetzt werden können.
Die Vereine müssen, je nach Anzahl ihrer Mannschaften und teilweise auch abhängig von deren Spielklasse, eine Mindestanzahl von Schiedsrichtern stellen. Stellen sie zu wenige ab, sind Strafgelder zu zahlen. Daneben gibt es weitere Strafen, die abhängig von der Differenz zum Soll und der Dauer der Unterschreitung des Solls sind, wie etwa Punktabzüge, Zwangsabstieg oder das Verbot der Ausrichtung von Turnieren. Welche Strafen genutzt werden, ist in den Mitgliedsverbänden des DFB unterschiedlich geregelt. Als Schiedsrichter wird nur anerkannt, wer eine bestimmte Zahl an Spielen pro Saison leitet und weitere Anforderungen erfüllt, wozu besonders der jährliche Leistungstest und eine Mindestteilnahmezahl an Pflichtsitzungen bzw. Schulungen gehört, wobei auch dies in den Mitgliedsverbänden des DFB differiert.
In Deutschland erhält der Schiedsrichter für seine Spielleitungen so genannte Spesen bzw. Aufwandsentschädigungen, die je nach Landesverband und Spielklasse variieren. Die geringsten Sätze sind für Jugendspiele vorgesehen, bei Erwachsenen im unteren Amateurbereich werden etwa 25 Euro gezahlt. Bei Oberligaspielen bekommen Schiedsrichter etwa 50 Euro und die Assistenten etwa 25 Euro pro Spiel (abhängig vom jeweiligen Landesverband). Zusätzlich wird noch eine – wiederum vom jeweiligen Landesverband festgelegte – Aufwandsentschädigung für die Reisekosten gezahlt, die teilweise pauschaliert ist oder sich nach den tatsächlichen Kosten für öffentliche Verkehrsmittel bzw. den gefahrenen Kilometern bei einem festen Kilometersatz richtet. Die Beträge sind, soweit sie 840 Euro im Jahr übersteigen, nach § 3 Nr. 26a des Einkommensteuergesetzes zu versteuern, wobei ein vorheriger Abzug von Werbungskosten zulässig ist.
Nach Entscheidung des Bundesfinanzhofs unterliegen international tätige Fußballprofischiedsrichter, die für mehrere Verbände, z. B. FIFA, UEFA und DFB tätig sind, der Gewerbesteuerpflicht, weil sie i. S. d. § 15 Abs. 2 S. 1 EStG als Selbständige am allgemeinen wirtschaftlichen Verkehr teilnehmen.
Ein Schiedsrichter erhält seit der Saison 2012/13 in der Bundesliga eine jährliche Grundsicherung, die seit der Saison 2017/18 59.000 Euro beträgt, für FIFA-Schiedsrichter oder Bundesligaschiedsrichter mit fünfjähriger Erfahrung 69.000 Euro. Als FIFA-Elite-Schiedsrichter erhält man einen festen Betrag in Höhe von 79.000 Euro. Zusätzlich zur Grundvergütung erhalten alle Schiedsrichter in der Bundesliga eine Aufwandsentschädigung von 5.000 Euro pro Spiel, in der 2. Bundesliga 2.500 Euro. Die Grundsicherungen der Assistenten betragen jährlich 44.000 Euro (FIFA), 39.000 Euro (Bundesliga) und 4.000 Euro (2. Bundesliga). Zusätzlich erhalten die Assistenten je die Hälfte des spielbezogenen Betrages eines Schiedsrichters, der vierte Offizielle ein Viertel des Betrages, aber keine Grundsicherung. In der 3. Liga gibt es keine Grundsicherung und 750 Euro pro Spiel für den Schiedsrichter, in der Regionalliga 300 Euro. Assistenten erhalten die Hälfte, vierte Offizielle sind hier nicht vorgesehen.
Ein Schiedsrichter der Bundesliga bekommt einen täglichen Trainingsplan, der auch überprüft wird, zusätzlich sind regelmäßig medizinische Checks zu absolvieren. Weiterhin muss er regelmäßig an den Trainingslagern vor Saisonbeginn und zur „Halbzeit“ (Spielpause im Winter) sowie an weiteren Lehrgängen des DFB und seines Landesverbandes teilnehmen. Darüber hinaus wird erwartet, dass er auch gelegentlich an der Basis präsent ist, beispielsweise durch einen Vortrag in Schiedsrichterlehrgängen oder -lehrabenden. Für die Spielleitung eines Samstagspiels ist regelmäßig die Anreise am Freitag durchzuführen, die Rückkehr nach Hause erfolgt abhängig von der Entfernung am späten Samstagabend oder am Sonntag. Die für die auswärtigen Termine anfallenden Übernachtungs- und Verpflegungskosten werden ihm erstattet.
Die körperliche Fitness von Fußballschiedsrichtern wird für gewöhnlich regelmäßig geprüft. In den oberen Leistungsklassen, abhängig von den Regularien der jeweiligen Landesverbände ab der Bezirksliga, geschieht dies in der Regel mit dem Helsen-Test, auch FIFA-Fitness-Test genannt. Der Helsen-Test, benannt nach dem UEFA-Fitnessexperten Werner Helsen, ist seit 2007 von der FIFA für die nationalen Verbände vorgeschrieben und trat bzw. tritt schrittweise auch in den Klassen bis hinunter zur Bezirksliga an die Stelle des früheren Cooper-Tests. Die Altersgrenze liegt für Bundesliga-Schiedsrichter bei 47 Jahren. In den Leistungsklassen unterhalb der Bezirksliga gibt es verbandsabhängig unterschiedliche Anforderungen an die Fitness der Schiedsrichter, deren Anforderungen aber geringer sind als die des Helsen- oder Cooper-Tests.
Ab der 3. Liga sowie der zweiten Hauptrunde des DFB-Pokals wird ein Schiedsrichter in jedem Spiel beobachtet und benotet. Auf Grund des Schiedsrichter-Skandals 2005 wird dies in Zukunft auch in der ersten Pokal-Hauptrunde der Fall sein. Zur Qualitätssicherung und -weiterentwicklung werden alle Schiedsrichter, denen Aufstiegschancen zugestanden werden, regelmäßig mehrfach pro Saison beobachtet, während bei den übrigen Schiedsrichtern Beobachtungen Ausnahmefälle sind. Des Weiteren werden Schiedsrichter in den jeweiligen Leistungsklassen der Verbände beobachtet.
Das DFB-Abzeichen darf nur von Schiedsrichtern getragen werden, die auf der DFB-Schiedsrichter-Liste stehen. Scheidet ein Schiedsrichter von der DFB-Liste aus, so darf er dieses Abzeichen auch nicht mehr tragen.
Der DFB zeichnet jährlich den DFB-Schiedsrichter des Jahres aus.

### Voraussetzungen und Ausbildung
Schiedsrichter kann in Deutschland nur werden, wer Mitglied in einem dem DFB angeschlossenen Verein ist. Die Anmeldung zu einem Schiedsrichterlehrgang erfolgt regelmäßig über den Verein bzw. über das DFBnet. Das Mindestalter beträgt 12 Jahre, wobei einige Landesverbände auch ein höheres Mitgliedsalter fordern. Der Lehrgang findet, je nach Verband, in 20–50 Unterrichtsstunden auf drei bis 12 Tage verteilt innerhalb von einer bis sechs Wochen statt. Darin werden die Fußballregeln vermittelt, die zum Abschluss durch eine Prüfung nachgewiesen werden müssen. Zudem muss ein Fitnesstest bestanden werden. Auch wenn dies nicht zu den ausdrücklich erklärten Voraussetzungen zählt, so ist jedoch eine gewisse charakterliche Festigung der Persönlichkeit ebenfalls eine unabdingbare Voraussetzung, um die gebotene Neutralität gewährleisten zu können und sich auch durch Anfeindungen von Zuschauern und Spielern nicht aus dem Konzept bringen zu lassen.
In Österreich ist die Zugehörigkeit zu einem Verein nicht notwendig. Die Schiedsrichter werden vom Verband entsendet, wobei ein Schiedsrichter auch zeitgleich als Vereinsfunktionär bzw. Spieler aktiv sein darf. Zur Vermeidung von Interessenskonflikten erfolgt in diesem Fall keine Besetzung in jener Liga, in welcher der Verein aktuell spielt. Ansonsten gelten für die Spielbesetzungen und für Mindest- und Höchstalter bzw. sonstige Qualifikationskriterien sowie für die Überprüfung der Regelkenntnis und körperlichen Fitness ähnliche bzw. dieselben Kriterien wie beim DFB.

### Schiedsrichter-Skandal 2005
Im Januar 2005 werden dem deutschen Fußballschiedsrichter Robert Hoyzer Spielmanipulationen vorgeworfen. Hoyzer wird beschuldigt, dass er im Zusammenhang mit Sportwetten Einfluss auf Ergebnisse von ihm geleiteter Spiele genommen und sie damit möglicherweise manipuliert hatte. Der Verdacht, Hoyzer habe Einfluss auf Spielergebnisse genommen, betrifft zunächst das DFB-Pokalspiel der ersten Runde vom 21. August 2004 zwischen dem SC Paderborn 07 und dem Hamburger SV, das überraschenderweise mit 4:2 zu Ende gegangen war, nachdem es zwei dubiose Strafstöße und einen umstrittenen Platzverweis gegen den HSV gegeben hatte. Aber auch fünf Spiele aus der Zweiten Fußball-Bundesliga werden untersucht. Die Partie zwischen LR Ahlen und Wacker Burghausen wurde nach einem Protest von Burghausen und einem entsprechenden Urteil des DFB-Sportgerichts neu angesetzt. Der Hamburger SV hatte ebenfalls Protest gegen die Wertung der 2:4-Niederlage in der ersten DFB-Pokalrunde gegen den SC Paderborn 07 und die in diesem Spiel von Hoyzer verhängte Rote Karte gegen Emile Mpenza eingelegt. Der DFB-Sportausschuss entschied, dass es keine Wiederholung geben könne, stattdessen wurde der Hamburger SV finanziell entschädigt und die Rote Karte annulliert.

### Schiedsrichter-Skandal 2010
Im Februar 2010 wurden Vorwürfe des Bundesliga-Schiedsrichters Michael Kempter gegen den Sprecher der Schiedsrichter beim DFB Manfred Amerell wegen sexueller Belästigung bekannt. Diese wurden bereits am 17. Dezember 2009 dem Vorsitzenden des Schiedsrichterausschusses Volker Roth mitgeteilt, von diesem aber erst rund 4 Wochen später weitergeleitet. Am 9. Februar legte Amerell sein Amt laut Pressemitteilung aus gesundheitlichen Gründen nieder, wobei bereits am Folgetag publik wurde, dass andere Gründe vorlagen. Daraufhin gab der Vizepräsident des DFB, Rainer Koch, seine ihm übertragene Zuständigkeit für das Schiedsrichterwesen im DFB ab, weil er erst auf einer Sitzung des Präsidiums am 3. Februar über die Vorwürfe in Kenntnis gesetzt worden sei. Es schloss sich eine „Schlammschlacht“ an, bei der lediglich offenkundig wurde, dass sowohl Amerells als auch Kempters Angaben nicht eindeutig widerspruchsfrei waren. Es folgten einige Gerichtsverfahren, durch den Tod Amerells wird es aber keine finale Entscheidung mehr geben, wobei sich ohnehin abzeichnete, dass es nicht gelingen würde, eine vollständige Aufklärung herbeizuführen.

## Schiedsrichter in der Schweiz

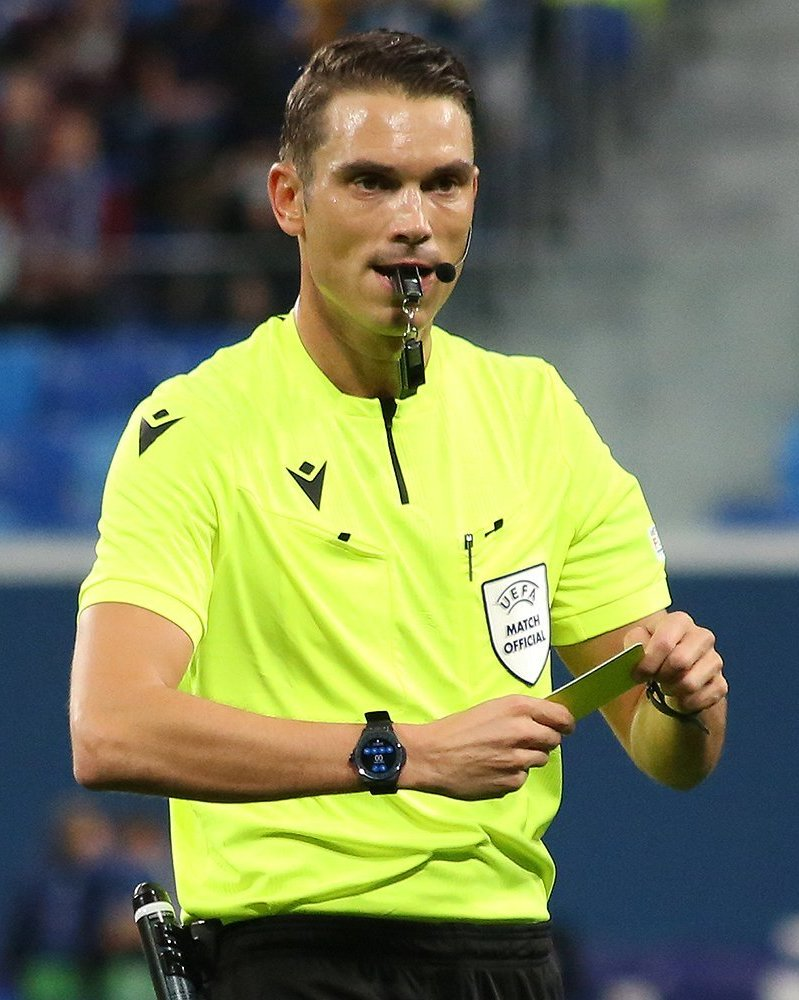
Schiedsrichter Sandro Schärer

In der Schweiz wird die Ausbildung und Betreuung ähnlich oder gleich wie in Deutschland gehandhabt. In der Regel muss dem Verband pro zwei Aktivmannschaften ein Schiedsrichter gemeldet werden. Ein Schiedsrichter hat sein „Soll“ mit 15 offiziellen Spielen erfüllt. Jeder Schiedsrichter wird mehrere Male im Jahr von Inspizienten beobachtet und bewertet. Auf Grundlage dieser Bewertungen (und in den höheren Ligen Regel- und Konditionstests) wird über die Ligaqualifikation entschieden. Unterschiede gibt es beim Geld, Junioren-Schiedsrichter (meist die Neulinge) bekommen pro Spiel schon umgerechnet etwa 60 Euro. Im Gegenzug verdienen die Spitzenschiedsrichter weniger – im Team ungefähr 1150 Euro als Spesen. Je nach Ligaqualifikation müssen Schiedsrichter zwei bis drei Mal pro Jahr Lehrgänge besuchen.
Seit dem Rücktritt von Urs Meier setzt der Schweizerische Fussballverband (SFV) mehrheitlich auf jüngere Schiedsrichter, die schrittweise an das internationale Niveau herangeführt werden sollen. Zudem werden gezielt Frauen gefördert, die eine Schiedsrichterkarriere anstreben. Beispiele dafür sind Nicole Petignat (Rücktritt am 1. Dezember 2008), Esther Staubli und Simona Ghisletta, die beide zudem auf der FIFA-Liste stehen. Die Schweiz stellte bei der WM 2006 in Deutschland sowie bei der EM 2008 mit dem Tessiner Massimo Busacca einen Schiedsrichter.
Aufgrund einer Kooperation des DFB mit dem Schweizerischen Fussballverband wurden von 1981 bis 1990 insgesamt 33 Spiele der deutschen Bundesliga durch Schweizer Schiedsrichter geleitet. Die Schweiz betreibt zudem mit dem Österreichischen Fußballverband einen Schiedsrichter-Austausch.

## Technische Hilfsmittel

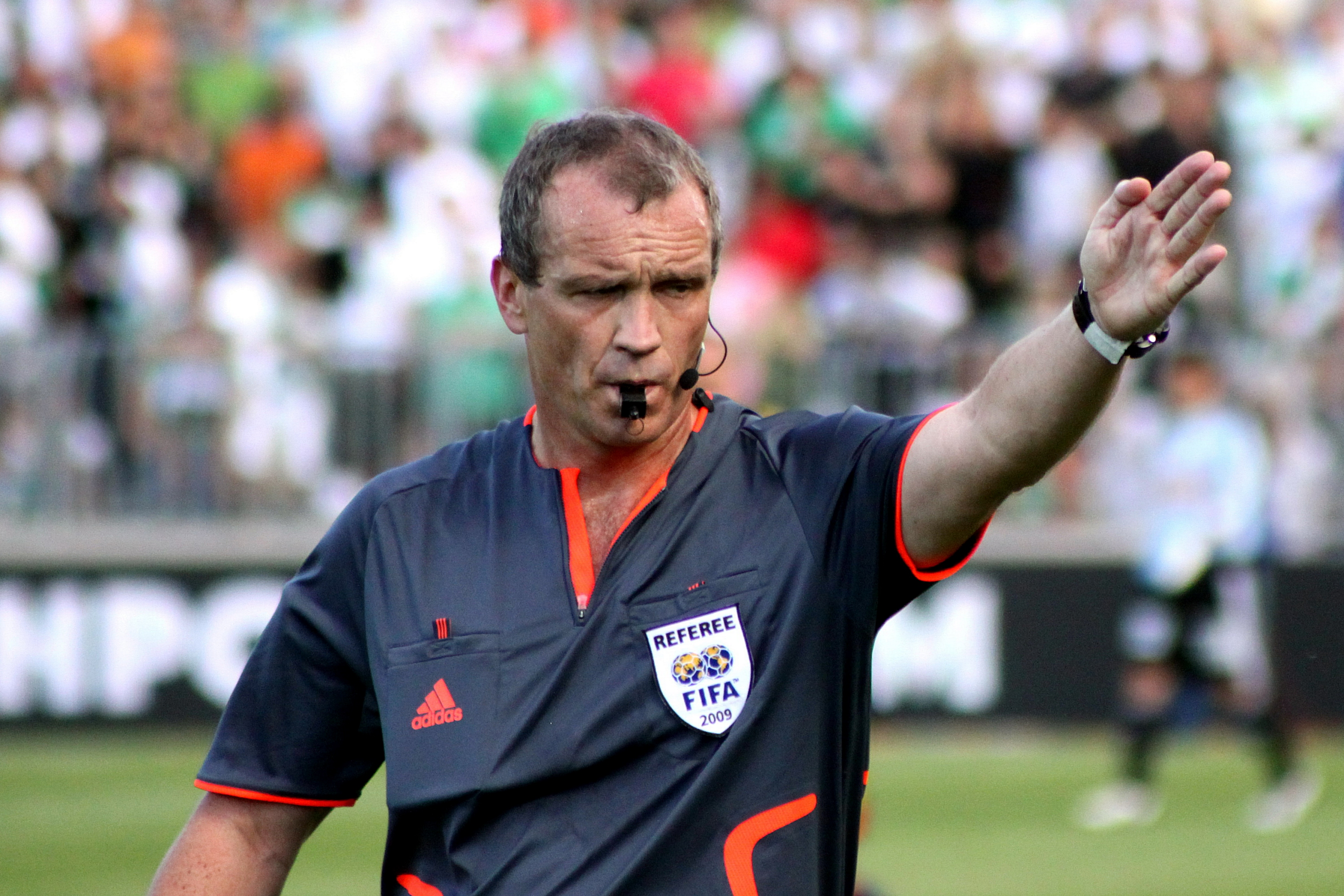
Der österreichische Schiedsrichter Stefan Meßner mit Funksystem

Das am weitesten verbreitete Hilfsmittel ist das Funksystem. Der Schiedsrichterassistent hat in seinem Fahnengriff einen Sender installiert, den er durch Knopfdruck betätigt. Meist erfolgt das Drücken dieses Schalters mit dem Heben der Fahne. Der Sender löst über einen am Arm des leitenden Schiedsrichters angebrachten Empfänger eine Vibration bzw. einen Signalton aus. Da die Anschaffungskosten des Funksystems erheblich sind, ist es erst ab bestimmten höheren Spielklassen vorgeschrieben, darf aber auch in den unteren Klassen genutzt werden. Es gibt dem Schiedsrichter die Möglichkeit, sich mehr auf das direkte Spielgeschehen zu konzentrieren, ohne ständig den Schiedsrichterassistenten im Blick haben zu müssen, da nun nicht mehr nur optisch, sondern auch über Vibration bzw. Signalton eine Kommunikationsmöglichkeit zwischen dem Gespann besteht.
Des Weiteren standen nach Tests in der UEFA Champions League und einigen nationalen Ligen bei der WM 2006 erstmals in allen Spielen die Schiedsrichter über Funk per Headset mit ihren Assistenten in Verbindung.
Torlinientechniken zur Überprüfung, ob der Ball die Torlinie vollständig überquert hat, wurden erstmals bei FIFA-Turnieren 2012 und 2013 erprobt. Es wurden vier Systeme zugelassen, wobei sich das Hawk-Eye durchgesetzt hat. Es wird in der deutschen Bundesliga seit der Saison 2015/16 eingesetzt.
Vor Einführung des Video-Assistenten wurden in der Vergangenheit nachträglich Disziplinarmaßnahmen auf Grund von Fernsehaufzeichnungen ausgesprochen. Grundvoraussetzung für eine nachträgliche Sperre war jedoch, dass der Schiedsrichter den Regelverstoß während des Spiels nicht bereits geahndet hatte oder ausdrücklich nicht ahnden wollte (Vorteilsbestimmung), da „Tatsachenentscheidungen“ unanfechtbar waren.
Seit März 2012 ist das sogenannte Freistoßspray von der FIFA offiziell zugelassen.
Zuvor war seine Verwendung bereits in Süd- und Nordamerika üblich. Der Schiedsrichter markiert mit einem weißen Sprühschaum den Ort des Freistoßes und eine Abstandslinie für die Mauer. Auch bei der WM 2014 in Brasilien wurde dieses Hilfsmittel eingesetzt. Anschließend kam es in verschiedenen europäischen Ligen zur Anwendung, so beispielsweise ab dem achten Spieltag der Saison 2014/15 auch in der deutschen Bundesliga.

## Abbruch eines Spiels
Der Schiedsrichter muss ein Spiel abbrechen, wenn eine Mannschaft weniger als sieben Spieler auf dem Feld hat. Ein Schiedsrichter soll auch ein Spiel abbrechen, wenn seine Autorität nicht mehr gegeben ist, etwa durch einen tätlichen Angriff auf ihn oder einen seiner Assistenten, oder er sich nicht mehr in der Lage fühlt, das Spiel ordnungsgemäß leiten zu können.
Wenn die Wetterlage, die Platz-, Licht- oder Witterungsverhältnisse oder Zuschauerausschreitungen eine Gefährdung der Spieler darstellen oder ein ordnungsgemäßes Spiel nicht mehr zulassen, ist ein Spiel abzubrechen. Allerdings soll dem Abbruch eine Unterbrechung vorausgehen, wenn damit zu rechnen ist, dass das Spiel noch fortgesetzt werden kann. Die Dauer der Unterbrechung soll dabei 30 Minuten nicht überschreiten, eine geringfügige Überschreitung ist aber hinzunehmen, wenn absehbar ist, dass das Spiel in Kürze fortgeführt werden kann.

## Verbale und körperliche Gewalt gegen Fußballschiedsrichter
Verbale und körperliche Übergriffe gegen Fußballschiedsrichter sind in vielen Spielklassen weltweit dokumentiert. Laut einer Studie aus dem Jahr 2015, die auf der Selbstauskunft deutscher Unparteiischer beruht, treten Beleidigungen gegen Schiedsrichter häufiger auf als Bedrohungen und tätliche Angriffe. Im Vergleich mit anderen Personengruppen, die am Spiel beteiligt sind, weisen Schiedsrichter die mit Abstand größte Belastung an Gewalt- und Diskriminierungsvorfällen auf. Auffällig ist dabei, dass körperliche Gewalt gegen Schiedsrichter ein Phänomen ist, das beinahe ausschließlich im Fußball auftaucht. Die Anzahl an tätlichen Übergriffen gegenüber Schiedsrichtern in anderen Mannschaftssportarten ist verschwindend gering.
In Deutschland ließen sich laut einer Erhebung, die die Saisons 2018/19 und 2019/20 analysierte, 38,4 % der gewaltbedingten Spielabbrüche darauf zurückzuführen, dass sich Unparteiische bedroht gefühlt hatten. Um die tatsächliche Anzahl an Übergriffen gegen Unparteiische besser erfassen zu können, wurde vom DFB mit Beginn der Saison 2014/15 im elektronischen Spielbericht die Angabe Pflicht, ob es im Zusammenhang mit dem Fußballspiel zu einem Gewalt- oder Diskriminierungsvorfall kam.
Einer besonderen Belastung bezüglich Diskriminierung sind Schiedsrichterinnen ausgesetzt. In einer Erhebung aus dem Jahr 2020 gaben nur 44,9 % der befragten Schiedsrichterinnen an, noch nie im Zuge ihrer Tätigkeit diskriminiert worden zu sein. Bei den Männern war der Prozentsatz mit 66,4 % deutlich höher. Laut der Kriminologin Thaya Vester sehen sich Schiedsrichterinnen denselben Anfeindungen ausgesetzt wie ihre männlichen Kollegen, jedoch komme bei ihnen darüber hinaus noch durch sexistische Beleidigungen eine geschlechtsspezifische Komponente hinzu. Weibliche Unparteiische werden Vester zufolge nicht nur abgewertet, weil Schiedsrichter allgemein einen schweren Stand im Fußball haben, sondern auch weil sie Frauen sind.

## Bekannte Schiedsrichter
- Luigi Agnolin (1943–2018), Italien – Schiedsrichter bei den WM 1986 und 1990
- Wolf-Dieter Ahlenfelder (1944–2014), Deutschland – leitete 1975 angetrunken das Bundesligaspiel zwischen Werder Bremen und Hannover 96 und pfiff die erste Halbzeit nach 32 Minuten ab – konnte allerdings vom Linienrichter überredet werden, noch weiterspielen zu lassen, ehe er dann immer noch 90 Sekunden zu früh die erste Halbzeit beendete.
- Ken Aston (1915–2001), England – Erfinder der gelben und roten Karten (erstmals eingesetzt bei der WM 1970)
- Peco Bauwens (1886–1963), Deutschland – Schiedsrichter der Olympischen Spiele 1936, später DFB-Präsident
- Tofiq Bəhramov (1925–1993), Aserbaidschan (damals Sowjetunion) – Linienrichter bei Schiedsrichter Gottfried Dienst im WM-Finale 1966 und signalisierte beim umstrittenen Wembley-Tor, dass der Ball die Torlinie überschritten hätte.
- Said Belqola (1956–2002), Marokko – leitete das WM-Endspiel 1998
- Günter Benkö (* 1955), Österreich – Schiedsrichter bei der WM 1998 und EM 2000
- Horst Brummeier (* 1945), Österreich – Schiedsrichter bei der WM 1986 und EM 1988
- Cüneyt Çakır (* 1976), Türkei – Schiedsrichter bei der EM 2012 und WM 2014
- Georges Capdeville (1899–1991), Frankreich – leitete das WM-Endspiel 1938
- Carol Anne Chenard (* 1977), Kanada – leitete die U-20-WM-Endspiele der Frauen 2010 und 2014
- Arnaldo Cézar Coelho (* 1943), Brasilien – Schiedsrichter bei den WM 1978 und 1982 (Endspiel)
- Pierluigi Collina (* 1960), Italien – Schiedsrichter bei der WM 2002 (Endspiel) und der EM 2004, Vorsitzender der FIFA-Schiedsrichterkommission
- André Daina (* 1940), Schweiz – Schiedsrichter bei der EM 1984 und WM 1986
- Gottfried Dienst (1919–1998), Schweiz – Schiedsrichter des WM-Finales 1966. Gab das dritte Tor, bei dem der Ball angeblich hinter die Torlinie gelangt sein soll (Wembley-Tor). Leitete auch das erste EM-Endspiel 1968.
- Ivan Eklind (1905–1981), Schweden – umstrittener Schiedsrichter im WM-Finale 1934
- Horacio Marcelo Elizondo (* 1963), Argentinien – Schiedsrichter bei der WM 2006 (Eröffnungs- und Endspielschiedsrichter)
- Arthur Edward Ellis (1914–1999), England – leitete das erste EM-Finale 1960 und mit 12 Spielen die meisten der deutschen Nationalmannschaft
- Ravshan Ermatov (* 1977), Usbekistan, seit der WM 2014 Schiedsrichter mit den meisten WM-Spielen (9).
- Walter Eschweiler (* 1935), Deutschland, damals Bundesrepublik Deutschland – Schiedsrichter bei der WM 1982
- Herbert Fandel (* 1964), Deutschland – Schiedsrichter der EM 2008, DFB-Schiedsrichter-Chef
- Anders Frisk (* 1963), Schweden – Schiedsrichter bei den EM 1996, 2000 und 2004 sowie der WM 2002, leitete mit 8 Spielen die meisten EM-Endrundenspiele
- Bruno Galler (* 1946), Schweiz – Schiedsrichter bei den WM 1982 sowie den EM 1988 und 1992
- Rudi Glöckner (1929–1999), Deutschland, damals DDR – erster und einziger deutscher Schiedsrichter im WM-Finale (Mexiko 1970) sowie WM-Schiedsrichter 1974 (BRD) und EM 1972 (Belgien)
- Maurice Guigue (1912–2011), Frankreich – leitete das WM-Endspiel 1958
- Benjamin Mervyn „Sandy“ Griffiths (1909–1974), Wales – Schiedsrichter bei den WM 1950, 1954 und 1958
- Bernd Heynemann (* 1954), Deutschland – Schiedsrichter bei der EM 1996 und WM 1998
- Robert Hoyzer (* 1979), Deutschland – Auslöser des Schiedsrichter-Skandals 2005
- Walentin Iwanow (* 1961), Russland – Schiedsrichter bei der EM 2004 und WM 2006 (4 Platzverweise bei einem WM-Spiel).
- Siegfried Kirschen (1943–2024), Deutschland, damals DDR – Schiedsrichter bei der WM 1986, der EM 1988 sowie der WM 1990 in Italien
- Abraham Klein (* 1934), Israel
- Rudolf Kreitlein (1919–2012), Deutschland, damals Bundesrepublik Deutschland – Schiedsrichter bei der WM 1966
- Hellmut Krug (* 1956), Deutschland – Schiedsrichter bei der WM 1994 und EM 1996
- Björn Kuipers (* 1973), Niederlande – Schiedsrichter bei der EM 2012 und WM 2014
- John Langenus (1891–1952), Belgien – Schiedsrichter des ersten WM-Finals 1930
- Erich Linemayr (1933–2016), Österreich – Schiedsrichter der Wasserschlacht von Frankfurt
- William Ling (1908–1984), England – leitete das WM-Endspiel 1954
- Urs Meier (* 1959), Schweiz – Schiedsrichter bei den WM 1998 und 2002
- Markus Merk (* 1962), Deutschland – Schiedsrichter bei den WM 2002 und 2006 sowie den EM 2000 und 2004 (Endspiel)
- Ľuboš Micheľ (* 1968), Slowakei – Schiedsrichter bei den WM 2002 und 2006, den EM 2004 und 2008 sowie des Champions-League-Finals 2007/08
- Byron Moreno (* 1969), Ecuador – Schiedsrichter bei der WM 2002. Nach wiederholten Manipulationsvorwürfen vom Profifußball zurückgezogen.
- Kim Milton Nielsen (* 1960), Dänemark – Schiedsrichter der EM 1996, 2000 und 2004 sowie den WM 1998 und 2002
- Tom Henning Øvrebø (* 1966), Norwegen – Schiedsrichter bei der EM 2008
- Károly Palotai (1935–2018), Ungarn – Schiedsrichter bei den WM 1974, 1978 und 1982
- Dieter Pauly (1942–2024), Deutschland, damals Bundesrepublik Deutschland – Mitglied des UEFA-Ausschusses für Schiedsrichter-Beobachter
- Vítor Melo Pereira (* 1957), Portugal – Schiedsrichter der EM 2000 sowie den WM 1998 und 2002
- Nicole Petignat (* 1966), Schweiz – erste Frau bei UEFA-Cup-Spiel der Männer
- Konrad Plautz (* 1964), Österreich – Schiedsrichter bei der EM 2008
- Graham Poll (* 1963), England – Schiedsrichter bei den EM 2000 und 2004 sowie den WM 2002 und 2006
- Alexis Ponnet (* 1939), Belgien – Schiedsrichter bei den WM 1982, 1986 sowie den EM 1984 und 1988
- Adolf Prokop (* 1939), Deutschland, damals DDR – Schiedsrichter bei den WM 1978 und 1982 sowie den EM 1980 und 1984
- Sándor Puhl (1955–2021), Ungarn – leitete das WM-Endspiel 1994
- Joël Quiniou (* 1950), Frankreich – Schiedsrichter bei den WM 1986, 1990 und 1994
- George Reader (1896–1978), England – leitete das entscheidende Endrundenspiel der WM 1950
- Roberto Rosetti (* 1967), Italien – Schiedsrichter bei der EM 2008 und der WM 2010, Vorsitzender der UEFA-Schiedsrichterkommission
- Volker Roth (1942–2025), Deutschland, damals Bundesrepublik Deutschland – Schiedsrichter der EM 1984 und WM 1986, DFB-Schiedsrichter-Chef (1995–2010)
- Rudolf Scheurer (1925–2015), Schweiz – Schiedsrichter bei den WM 1970 und 1974
- Wolfgang Stark (* 1969), Deutschland – Schiedsrichter bei der WM 2010 und der EM 2012
- Bibiana Steinhaus (* 1979), Deutschland – als erste Frau pfiff sie in der Saison 2007/08 ein Spiel der 2. Fußball-Bundesliga und am 11. September 2017 ein Spiel der Bundesliga. Leitete das WM-Finale der Frauen 2011 und das Finale der Frauen bei den Olympischen Spielen 2012.
- Bernd Stumpf (* 1940), Deutschland, DDR-Oberliga und FIFA-Schiedsrichter – an ihm wurde 1986 wegen eines verhängten angeblich unberechtigten Elfmeters für den BFC Dynamo in Form eines Ausschlusses aus erster und zweiter Liga der DDR ein Exempel statuiert.
- John Taylor (1930–2012), England – Schiedsrichter bei den WM 1970 und 1974 (Finale)
- Kurt Tschenscher (1928–2014), Deutschland, damals Bundesrepublik Deutschland – Schiedsrichter bei den WM 1966, 1970 und 1974 sowie der EM 1968
- Mario van der Ende (* 1956), Niederlande – Schiedsrichter bei der WM 1994
- Michel Vautrot (* 1945), Frankreich – Schiedsrichter bei den WM 1982 und 1990 sowie den EM 1984 und 1988
- Nelly Viennot (* 1962), Frankreich – SR-Assistentin in der UEFA Champions League
- Karl Wald (1916–2011), Deutschland – Erfinder des Elfmeterschießens
- Howard Webb (* 1971), England – Schiedsrichter bei den EM 2008 und 2012 sowie den Finals der Champions League 2010 und WM 2010
- Franz Wöhrer (* 1939), Österreich – Schiedsrichter bei der WM 1982
- Robert Wurtz (* 1941), Frankreich – der „Nijinsky der Trillerpfeife“
- Arturo Yamasaki (1929–2013), Peru/Mexiko – Schiedsrichter bei den WM 1962, 1966 und 1970 (Jahrhundertspiel)
- István Zsolt (1921–1991), Ungarn – Schiedsrichter bei den WM 1954, 1958 und 1966 sowie der EM 1968

## Dokumentationen
- Referees at Work – Dokumentation über die Vorgehensweise der Schiedsrichter bei der EM 2008. Erstmals wurde auch der Funkverkehr zwischen dem Schiedsrichter und seinen Assistenten aufgezeichnet und original wiedergegeben.
- The Referee (Rättskiparen) – Dokumentation über den schwedischen FIFA-Schiedsrichter Martin Hansson und seinen Weg zur WM 2010. Besonders wird dabei das WM-Relegationsspiel Frankreich-Irland beleuchtet, in dem er einen folgenschweren Fehler machte.
- Spielverderber – Dokumentation über den SR-Anwärter Kevin Prösdorf, den Schweizer Senior-SR Oreste Steiner und den FIFA-Schiedsrichter Herbert Fandel. Das Schiedsrichterwesen wird aus verschiedenen Positionen beleuchtet.
- Galileo-Sendung vom 25. Februar 2011 – in einem 18-minütigen Beitrag wird FIFA-SR Wolfgang Stark sowohl bei einem Bundesligaspiel als auch privat gezeigt.
- Das 19. Team der Bundesliga – Dokumentation von Sky Deutschland über Knut Kircher (2015)[37]
- Man in the Middle – 4-teilige UEFA-Schiedsrichterdokumentation, u. a. mit Clément Turpin, Björn Kuipers & Daniele Orsato (2020)[38]
- Unparteiisch – Deutschlands Elite-Schiedsrichter – NDR-Dokumentation über DFB-Schiedsrichter in der Fußball-Saison 2022/23